# ؠ
Le yā cachemiri est une lettre de l'alphabet arabe qui est utilisé dans l’écriture du cachemiri.